# سیارک ۱۲۱۷۸
سیارک ۱۲۱۷۸ (به انگلیسی: 12178 Dhani، نامگذاری:4304T-3)۱۲۱۷۸مین سیارک کشف شده‌است که در ۱۶ اکتبر ۱۹۷۷ کشف شد.